# Callionia
Callionia là một chi thực vật có hoa trong họ Hoa hồng.